# Formatiedans

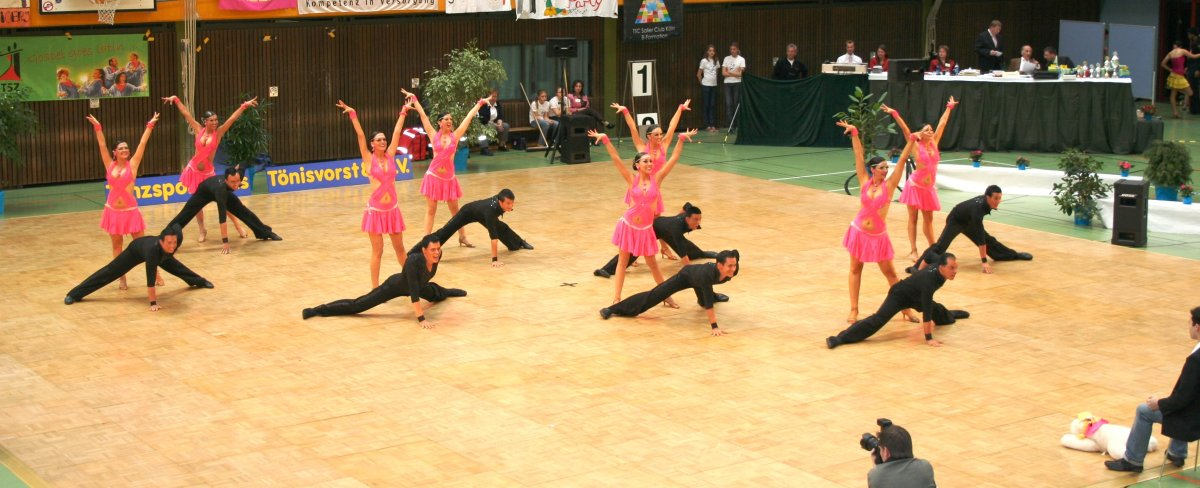
Formatiedanswedstrijden (Aachener TSC Blau-Silber, Germany)

Een formatiedans is een stijldans in een formatie. Het formatiedansen moet worden gezien als stijdansen, alleen dan in teamverband. Een team van maximaal acht paren vormt al dansend de figuren op de dansvloer. Er zijn twee categorieën, namelijk standaard en Latin. Formatiedansen is een jurysport die ook geliefd is bij de niet dans-kenners door mede het showelement, zoals lifts dat wordt toegevoegd aan het dansen.
Formatiedansen valt in Nederland onder de danssport die georganiseerd is in de Nederlandse Algemene Danssport Bond (NADB). Deze dansbond is officieel lid van NOC*NSF. Huidig Nederlands Kampioen en rankingkampioen (2022) in de Latindiscipline is Double V uit Hoorn met haar kür "Work it". In de standaarddiscipline zijn deze titels in handen van DSV Sway of Life met de kür "Alladin".
Huidige wedstrijd-deelnemende Nederlandse teams:
- Double V Latin Formation
- DSV Sway of Life Ballroom Formation
- DSV Dance Impression

In Duitsland is het formatiedansen erg populair, het is een van de weinige landen ook waar grote sponsors "in de rij staan" voor de topteams. In landen als Nederland is het een veel kleinere sport.

## Choreografie
Elk team danst zijn ronde. Deze ronde duurt maximaal 6 minuten, waarvan 4,5 minuten gereserveerd zijn voor het wedstrijdonderdeel en 1,5 minuut voor een introductie (opmars) en afsluiting (afmars). Het wedstrijdonderdeel wordt beoordeeld door een jury, de op- en afmars niet. Deze dienen enkel als aandachtstrekker voor het publiek. Hierin zijn ook showfiguren zoals lifts toegestaan die in het wedstrijdonderdeel niet mogen. De paren dansen niet alleen synchroon, maar vormen daarbij figuren op de dansvloer zoals lijnen, diagonalen en cirkels. Dit alles dus in een medley van ongeveer 6 minuten.
Elke dans van de discipline moet minimaal één keer voorkomen in de ronde. Standaardteams zijn dus verplicht om minstens een Engelse wals, tango, Weense wals, slow foxtrot en quickstep te dansen. Elk Latin team moet het doen met minimaal één jive, chachacha, rumba, samba en paso doble. Alle dansen moeten soepel in elkaar overlopen en het moet één geheel vormen.

## Beoordeling
Bij formatiewedstrijden zit de jury aan de voorkant van de vloer, bij voorkeur op de bovenste rij van de tribune. Zo hebben ze een goed overzicht over de figuren die er gedanst worden. Juryleden dienen een opleiding te volgen en een certificaat te behalen alvorens zij bevoegd zijn tot het jureren van Nederlandse wedstrijden.
Jurering van formatiedanswedstrijden gebeurt volgens onderstaande vier aandachtspunten:
1. Maat en ritmische uitvoering. Dansen de dansers in het door de dansen en choreografie vereiste ritme. Belangrijk hierbij is dat het karakter en de specifieke eigenschappen van een dans duidelijk herkenbaar zijn.
2. Uitvoering van de Choreografie. De precisie van figuren, lijnen in de overgangen, gelijkmatige afstanden en gebruik van de dansvloer. Figuren die tijdens een verplaatsing over de vloer van vorm veranderen vormen de hoogste moeilijkheidsgraad.
3. Danstechnische prestatie. De kwaliteit van een beweging in een specifieke dans en het gemiddelde van de individuele danstechnische vaardigheden. Zowel voettechniek als houding zijn hierbij van belang. Hieronder vallen ook de uitvoering en moeilijkheidsgraad van round-about varianten en pivots.
4. Overgang tussen de dansen. Bij de wisseling van het ritme, het tempo en de figuren, moet doorlopend gedanst worden.

Niet beoordeeld worden muziek, aankleding en op- en afmars. Deze elementen vormen echter een voorwaarde voor een sterke interpretatie van de dansen en zijn een belangrijk onderdeel van het 'totaalplaatje'.

## Kleding
Net als een individueel danspaar dragen de heren van een standaardteam een klassiek rokkostuum en de dames een mooie ballroomjurk. Bij de Latin teams varieert de wedstrijdkleding. Alle paren in een team dragen dezelfde kleding.

## Deelnemende formatiedansteams in de Nederlandse competitie

### Latin
| Vereniging           | Team            | Plaats     | Opmerking          |
| -------------------- | --------------- | ---------- | ------------------ |
| DSV Dance explosion  | Latin Formation | Arnhem     | Gestopt sinds 2016 |
| Double V             | Latin Formation | Hoorn      |                    |
| DSV Old Forest       | Latin Team      | Oudenbosch | Gestopt sinds 2016 |
| DSV Dance Impression | Latin Team      | Hoorn      | Gestopt sinds 2018 |
| Vida Latin           | Latin Team      | Doetinchem | Gestopt sinds 2008 |
| DSV Dance East Latin | Latin Team      | Oldenzaal  | Gestopt sinds 2013 |
| Flashdance           | Latin Team      | Oosterhout | Gestopt sinds 1994 |

### Ballroom
| Vereniging                  | Team           | Plaats           | Opmerking          |
| --------------------------- | -------------- | ---------------- | ------------------ |
| DSV Old Forest              | Ballroom Team  | Oudenbosch       | Gestopt sinds 2016 |
| DSV Dance impression        | Ballroom Team  | Hoorn            | Gestopt sinds 2018 |
| DSV D-sync'd                | A-team         | Etten-Leur       |                    |
| Step-In-Time                | Formation team | Grootebroek      | Gestopt sinds 2015 |
| Love2Dance                  |                | Ridderkerk       | Geen wedstrijdteam |
| DSV Sway of Life            | Ballroom Team  | Maren-Kessel     |                    |
| DSV Dance East              | Ballroom Team  | Oldenzaal        | Gestopt sinds 2012 |
| DSV Moving Action           | Ballroom Team  | Waalwijk         | Gestopt sinds 2012 |
| DSV Voetisch Formation Team | Ballroom Team  | 's Hertogenbosch | Gestopt sinds 2010 |
| Dance Around                | Ballroom team  | Hoorn            | Gestopt sinds 2007 |
| Vida                        | Ballroom Team  | Doetinchem       | Gestopt sinds 2005 |